# Michal Pavlíček
Michal Pavlíček, (Prága, 1956. február 14. –) cseh gitáros, énekes, zeneszerző, producer.

## Pályafutása
A Prágai Színművészeti Akadémián (FAMU) végzett Pavlíček az 1970-es évek közepén tört be a cseh zenei életbe. A Pražský výběr rockbanda tagjaként tette le névjegyét a rockzenében. A Pražský výběr hivatalosan be volt tiltva a kommunista Csehszlovákiában.
Pavlíček volt a Stromboli és a Big Heads együttes alapítója is.
Dalszerzőként Pavlíček olyan művészek karrierjéhez járult hozzá, mint Bára Basiková, Zuzana Michnová, Monika Načeva, Jana Koubková, Daniel Hůlka és Richard Müller. Pavlíček különféle színházi produkciókhoz, balettekhez, televíziós műsorokhoz és játékfilmekhez is komponált zenét, köztük Václav Havel Leaving című művéhez.
A mmellett, hogy hazai produkciókon dolgozott, számos külföldi show-hoz is írt zenét, köztük a BBC Merlinjéhez és a „The Scarlet Pimpernelhez”.
Pavlíček számos szólóalbumot rögzített. Bekerült a Beatová síň slávy-be (cseh Beat Hall of Fame), valamint 2015-ben elnyerte az Anděl-díjat (Anděl Awards) életművéért.
2008-ban adta ki önéletrajzát Země vzdáléné (Távoli vidékek) címmel.

## Lemezek
(válogatás)

### Pražský výběr együttes
- Žízeň (1978)
- Výběr (1987)
- Pražský výběr (1988)
- Běr (1997)

### Stromboli
- Stromboli (1987)
- Shutdown (1989)
- Fiat Lux (2014)

### Big Heads
- Big Heads (1992)
- Čombió (2001)

### BSP
- BSP I (1993)
- BSP II (1994)

### Szólólememezek
- Minotaurus (1990)
- Strange Pleasure of Living (1991)
- Imagination (1992)
- Konec velkých prázdnin (1996)
- The Scarlet Pimpernel (1999)
- Zvláštní radost žít II (2002)
- Beatová síň slávy (2006)
- Srdeční záležitosti (2010)
- Pošli to tam! (2019)

### Musical- és ballettzene
- Symphonic Variations (1997)
- Excalibur (2003)
- Obraz Doriana Graye (2005)
- Malý princ (2005)
- Dáma s kaméliemi (2007)

## Filmek
Michal Pavlíček az Internet Movie Database oldalon (angolul)

## Díjak
- Cseh Beat Hall of Fame
- 2015: Anděl-díj (Anděl Awards)